# Raionul Tomakivka, Dnipropetrovsk
Tomakivka (în ucraineană Томаківський район, transliterat: Tomakivskîi raion) este un raion în regiunea Dnipropetrovsk, Ucraina. Reședința sa este așezarea de tip urban Tomakivka.

## Demografie
Componența lingvistică a raionului Tomakivka
     Ucraineană (92,77%)
     Rusă (6,6%)
     Alte limbi (0,35%)
Conform recensământului din 2001, majoritatea populației raionului Tomakivka era vorbitoare de ucraineană (92,77%), existând în minoritate și vorbitori de rusă (6,6%).